# Kolumbia címere

Kolumbia címere

Kolumbia címere egy vízszintesen harmadolt pajzs. Legfelső sávja kék, középen egy gránátalmával, két oldalán egy-egy bőségszaruval. A középső sáv ezüstszínű, egy vörös színű frígiai sapkával, a szabadság jelképével. Alul, világoskék mezőben a Panama-földszorost ábrázolták a két óceán között. A pajzsot két oldalt nemzeti színű zászlók díszítik, míg felül egy szürke színű szétterjesztett szárnyú kondorkeselyű a csőrében zöld koszorút tart, karmaiban pedig egy sárga szalagot tart, amelyen az ország mottója olvasható: „Libertad y Orden” (Szabadság és rend).